# Mirta O. Arriaga
Mirta Olga Arriaga ( 1956) es una botánica, curadora y profesora argentina. Estudió en la Facultad de Ciencias Naturales y Museo de la Universidad Nacional de La Plata; y en 2004, se tituló de Doctora en Ciencias Naturales en la misma universidad. Realiza actividades académicas en el Museo Argentino de Ciencias Naturales Bernardino Rivadavia, y es investigadora del CONICET.
Es autoridad de la familia de las poáceas, con énfasis en el género Amelichloa.

## Honores
Miembro
- Sociedad Argentina de Botánica

## Algunas publicaciones
- m.g. Fernández Pepi, m.o. Arriaga, a.f. Zucol. 2012. Leaf anatomy and biomineralization in Empetrum rubrum Valh ex Willd (Ericaceae). Bot. Complut. 36: 113-121

- n.i. Patterer, m.g. Fernández Pepi, a.f. Zucol, m.o. Arriaga. 2009. “ANÁLISIS DE LA ASOCIACIÓN FITOLÍTICA DE PINDÓ (SYAGRUS ROMANZZOFFIANA: ARECACEAE)”. XXXII Jornadas Argentinas de Botánica. Huerta Grande, Córdoba. Bol. de la Sociedad Argentina de Botánica 44 (suplemento 137) ISSN 0373-580X

- m.g. Fernández Pepi, n.i. Patterer, m.o. Arriaga, a.f. Zucol. 2009. “ANÁLISIS FITOLÍTICOS EN POA PRATENSIS L. (POACEAE)”. XXXII Jornadas Argentinas de Botánica. Huerta Grande, Córdoba. Bol. de la Sociedad Argentina de Botánica 44 (suplemento 137) ISSN 0373-580X

- -----------------------, ---------------, m. Souto Souto, m.o. Arriaga, a.f. Zucol. 2009. “ANÁLISIS FITOLÍTICO DE UNA TURBERA DE CUMBRES CABALEIROS, ESPAÑA: PRIMEROS RESULTADOS”. XIV Simposio de Paleobotánica y Palinología. Mar del Plata. Ameghiniana 46 (4 suplemento): 117R

- -----------------------, ---------------, --------------------, --------------, ------------. 2009. “ANÁLISIS FITOLÍTICO DE UNA TURBERA DE CUMBRES CABALEIROS, ESPAÑA”. XIV Simposio Argentino de Paleobotánica y Palinología. Mar del Plata. Resúmenes: 29. 6-9 de diciembre

- m.o. Arriaga, a.f. Zucol, m.g. Fernández Pepi, n.i. Patterer. 2009. “ANÁLISIS FITOLÍTICO COMPARADO DE LAS ESPECIES SUDAMERICANAS DE STIPEAE (POACEAE) COMO UNA HERRAMIENTA TAXONÓMICA”. XXXII Jornadas Argentinas de Botánica. Huerta Grande, Córdoba. Bol. de la Soc. Argentina de Botánica 44 (suplemento 140) ISSN 0373-580X

- m.g. Fernández Pepi, a. Moretto, j. Escobar, n. Patterer, e. Passeggi, a.f. Zucol, m.o. Arriaga. 2009. "ANÁLISIS FITOLÍTICOS DE LAS COMUNIDADES VEGETALES PASTOREADAS DEL ECOTONO FUEGUINO". Congreso de Ciencias Ambientales, COPIME. Buenos Aires

### Libros
- maría amelia Torres, mirta o. Arriaga, Maria D. Montero. 2006. Catálogo de tipos de Poaceae del Herbario del Museo de La Plata (LP). Nº 3 de Contribuciones del MACN. Ed. Museo Argentino de Ciencias Naturales "Bernardino Rivadavia", 87 pp.

- evangelina Sánchez, mirta o. Arriaga, Héctor o. Panarello. 1986. Ausencia de caracteres C4 (Kranz) en especies de Centaurea L. (Asteraceae) de la flora Argentina.

- mirta o. Arriaga. 1986. Metodología adaptada al estudio de hábitos alimentarios en insectos herbívoros. Comunicaciones del Museo Argentino de Ciencias Naturales "Bernardino Rivadavia" e Instituto Nacional de Investigación de las Ciencias Naturales: Botánica 2 (15). Ed. Instituto Nacional de Investigación de las ciencias naturales, 111 pp.

- --------------. 1983. Anatomía foliar de las especies de "Stipa" del subgénero "Pappostipa" (Stipeae-Poaceae) de Argentina. Revista del Museo Argentino de Ciencias Naturales "Bernardino Rivadavia" e Instituto Nacional de Investigación de las Ciencias Naturales: Botánica 6 (4): 1-52

- La abreviatura «Arriaga» se emplea para indicar a Mirta O. Arriaga como autoridad en la descripción y clasificación científica de los vegetales.[4]